# Вількова-Весь
Вількова-Весь (пол. Wilkowa Wieś) — село в Польщі, у гміні Лешно Варшавського-Західного повіту Мазовецького воєводства.
Населення — 284 особи (2011).
У 1975-1998 роках село належало до Варшавського воєводства.

## Демографія
Демографічна структура станом на 31 березня 2011 року:
|          | Загалом | Допрацездатний вік | Працездатний вік | Постпрацездатний вік |
| -------- | ------- | ------------------ | ---------------- | -------------------- |
| Чоловіки | 145     | 32                 | 107              | 6                    |
| Жінки    | 139     | 26                 | 89               | 24                   |
| Разом    | 284     | 58                 | 196              | 30                   |